# スニッター・リーティクン
スニッター・リーティクン（タイ語: สุนิตา ลีติกุล、英: Sunita Leetikul、1975年8月16日 - ）は、タイの歌手。通称：ボー（โบ、Beau）。
タイ人の母とアフガニスタン人の父を持つ。1993年、18歳でタイ音楽会社大手グラムミーからデビューしている。